# پیت کریمر
 پیت کریمر (به هلندی: Piet Kramer) ۱۷ اوت ۱۸۸۱ – ۴ فوریهٔ ۱۹۶۱) معمار اکسپرسیونیست اهل هلند و از برجسته‌ترین نمایندگان مکتب معماری هلندی بود.

## نگارخانه

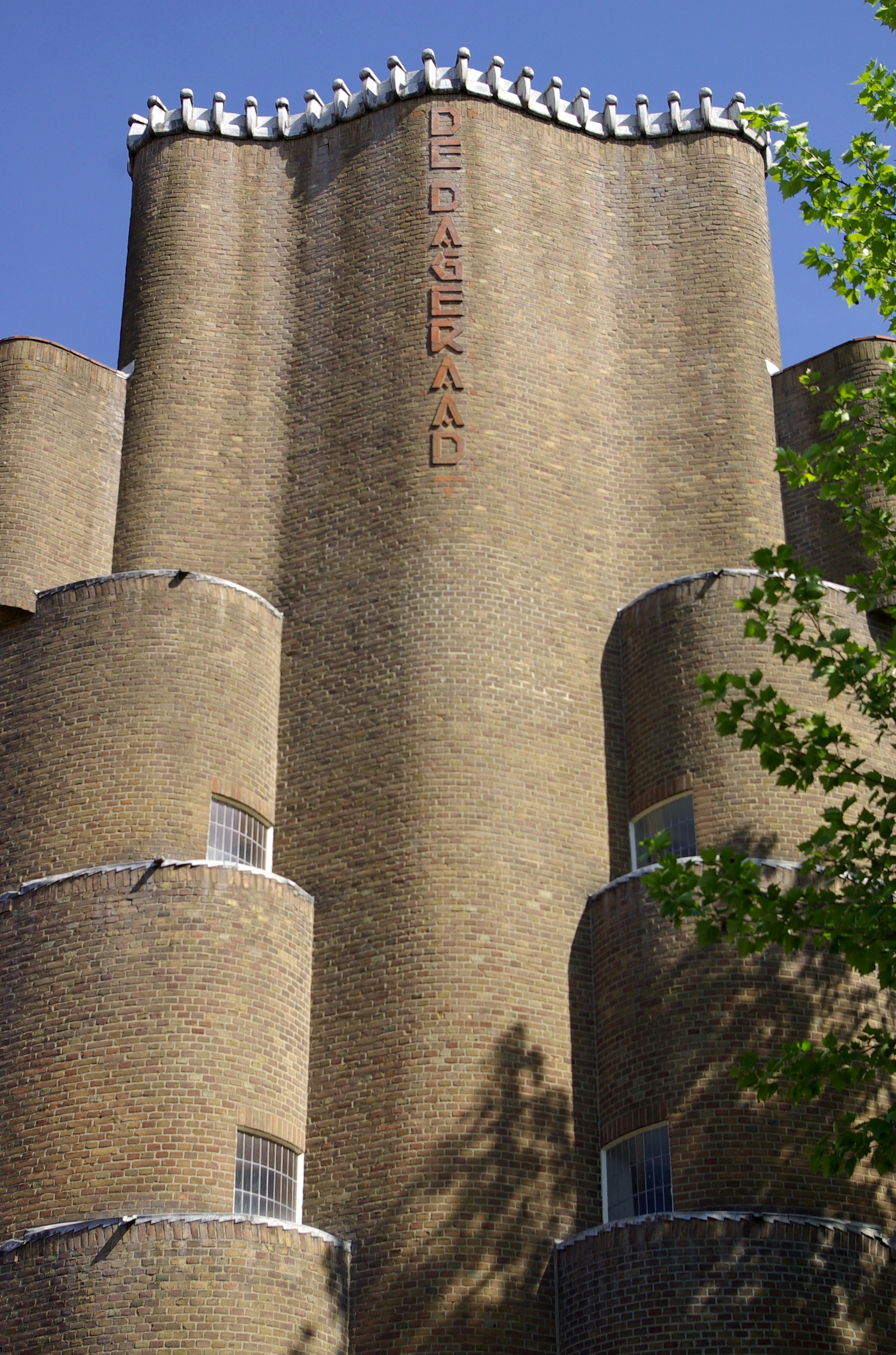
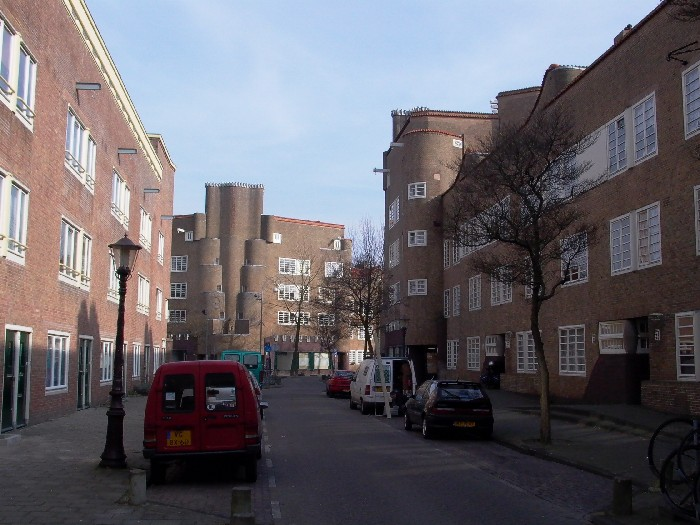
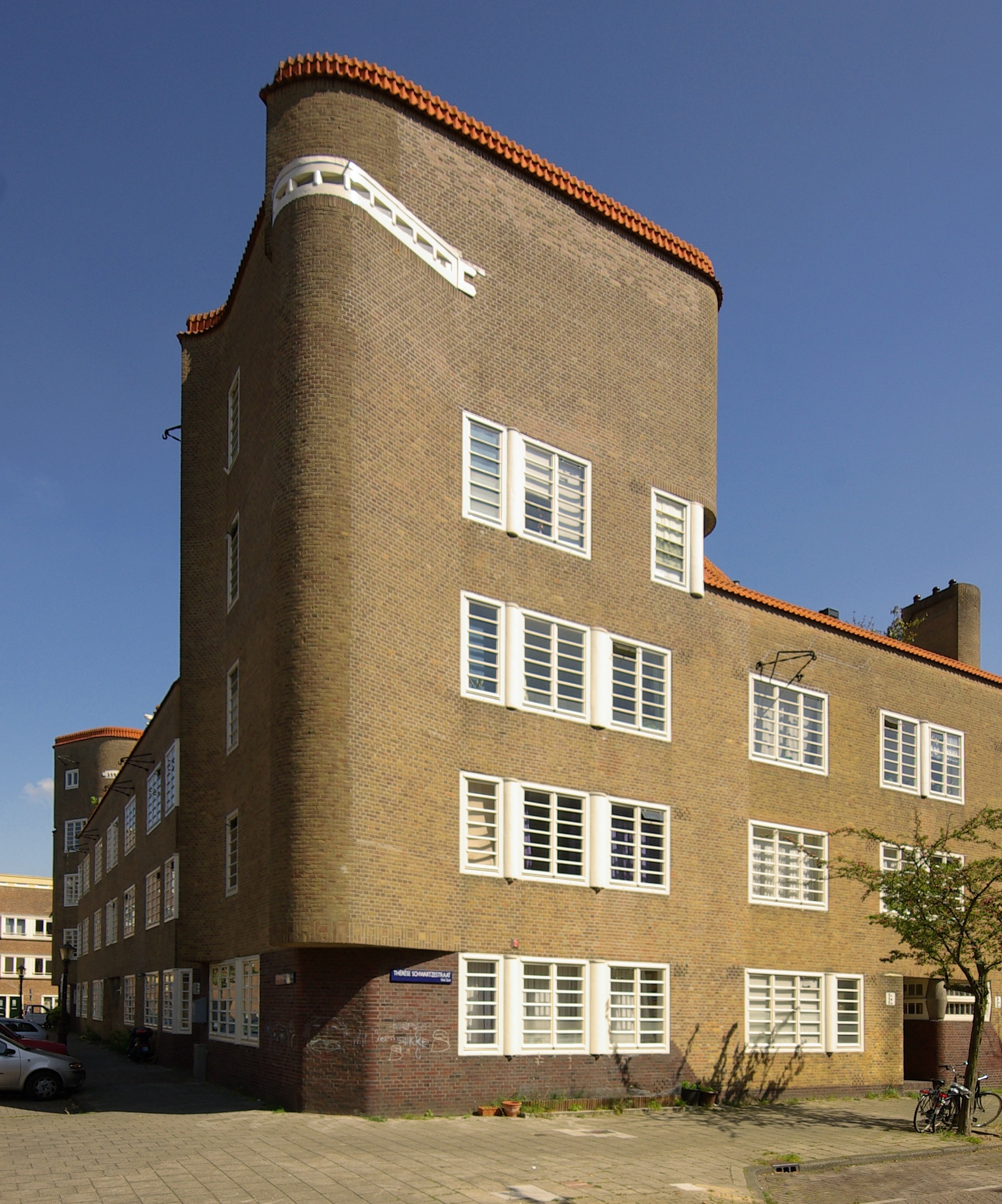
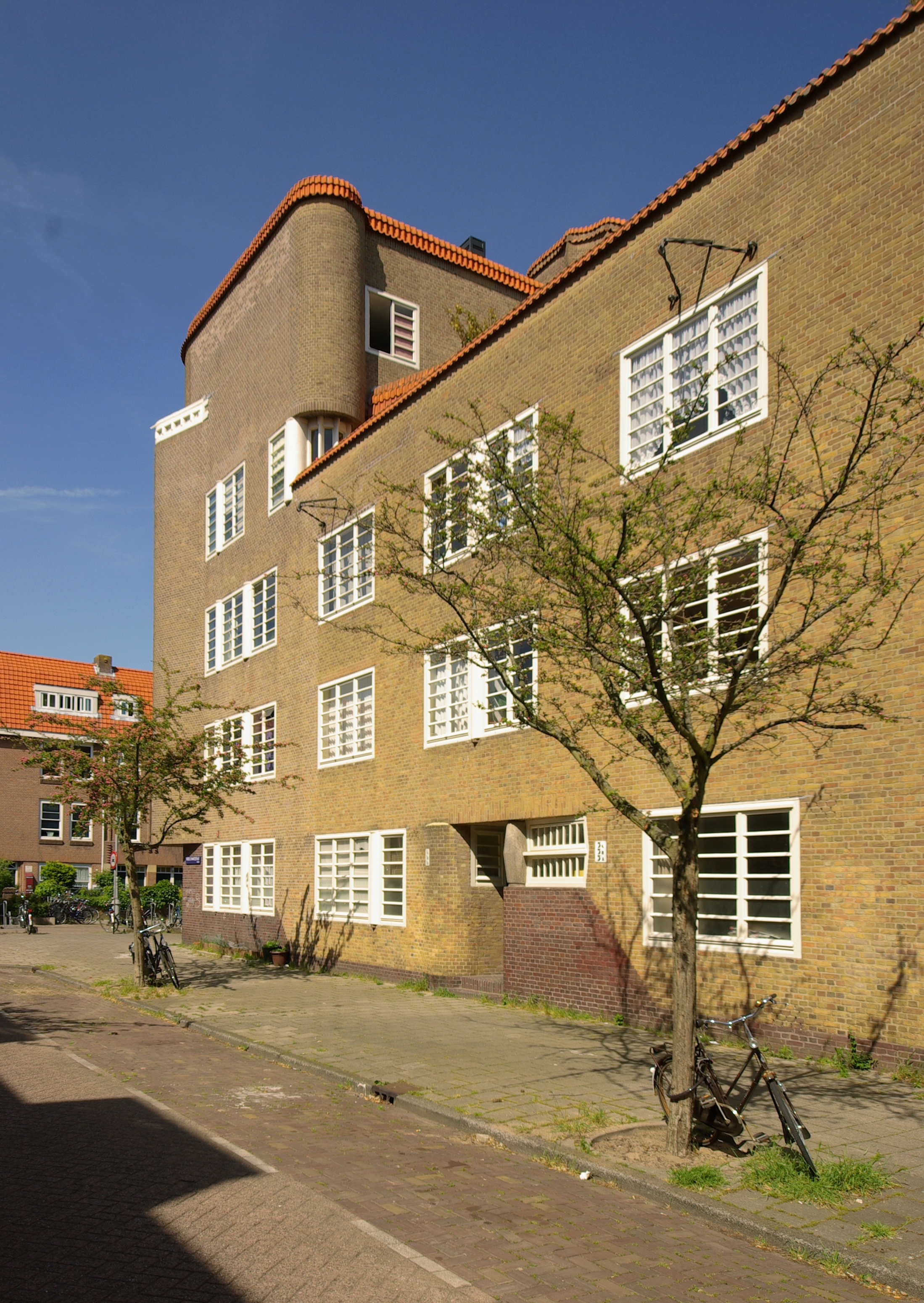
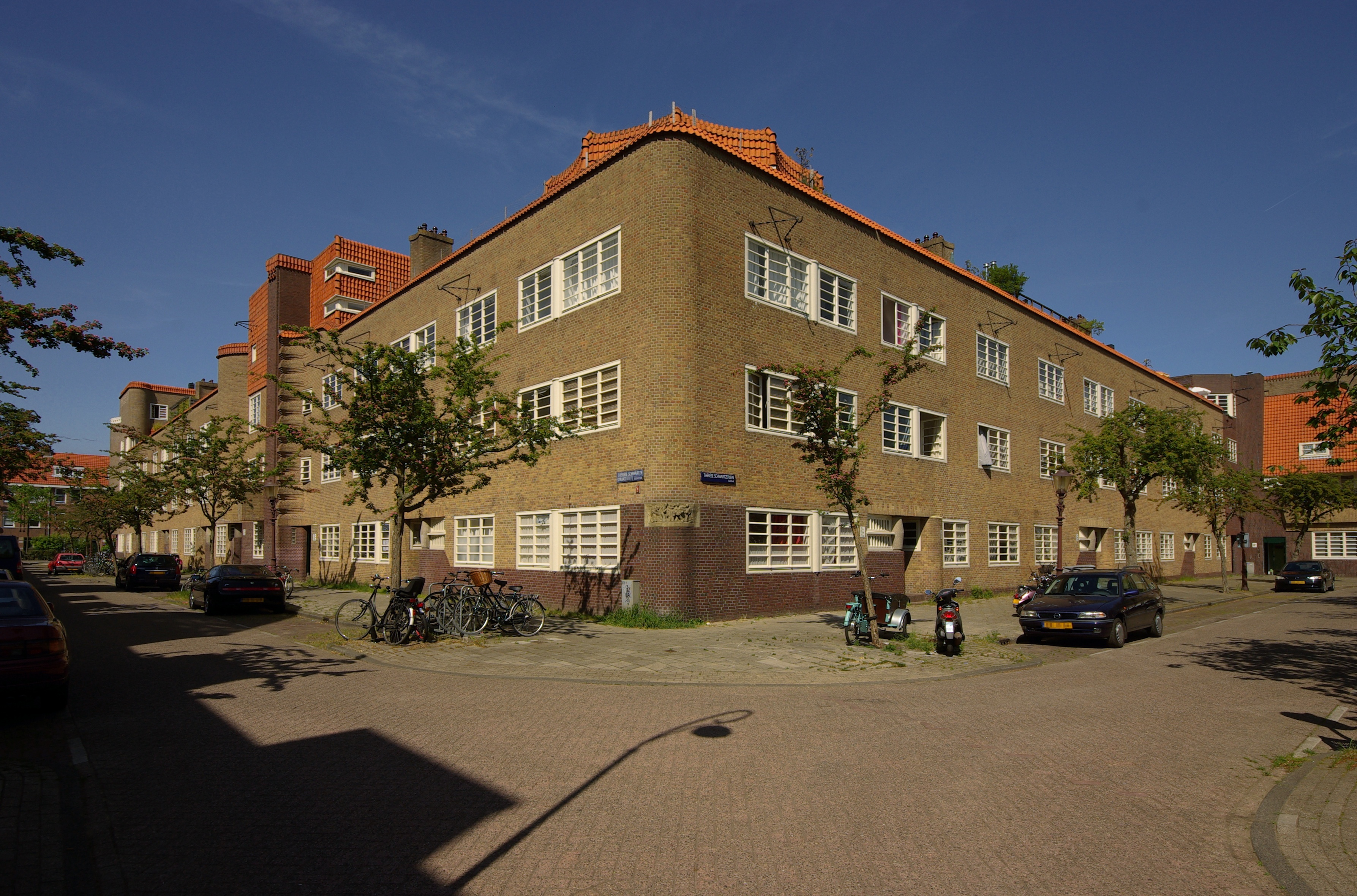
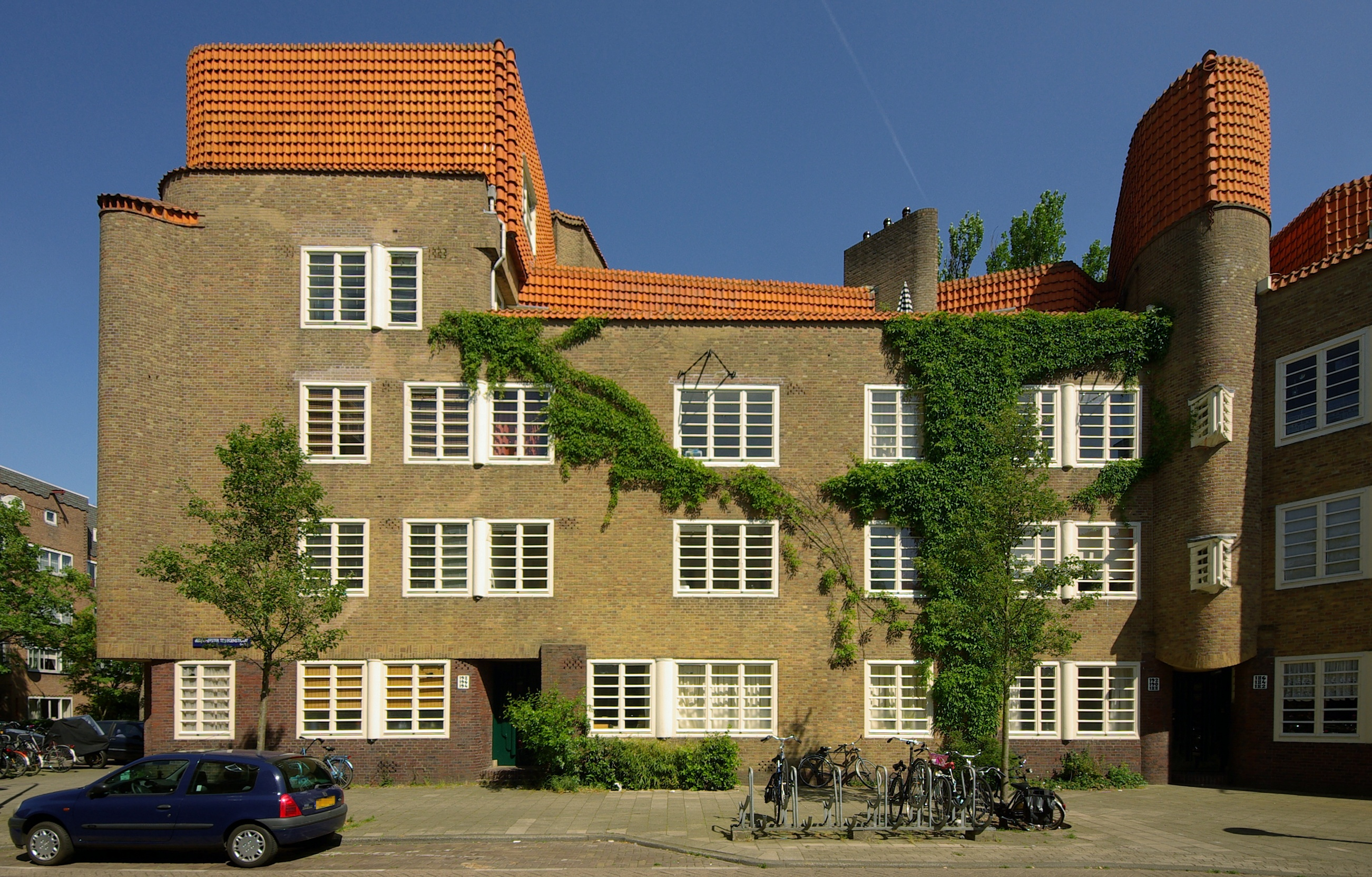
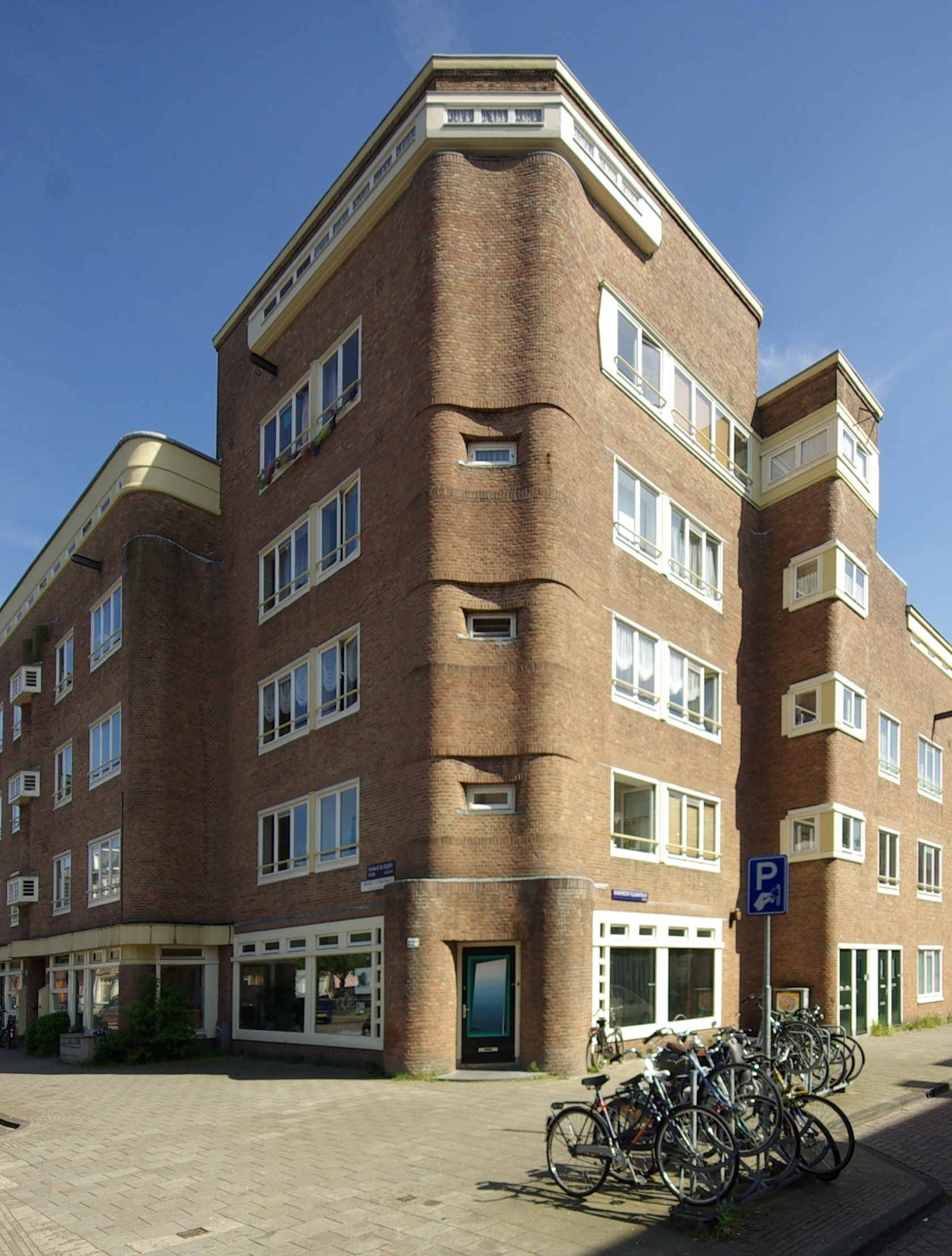
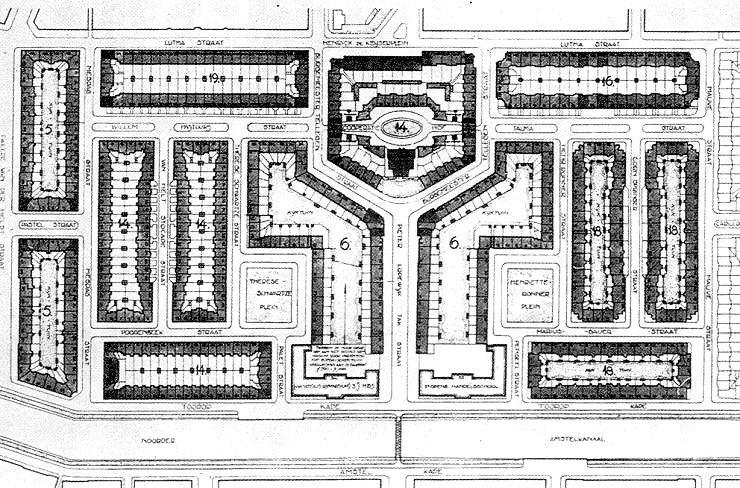
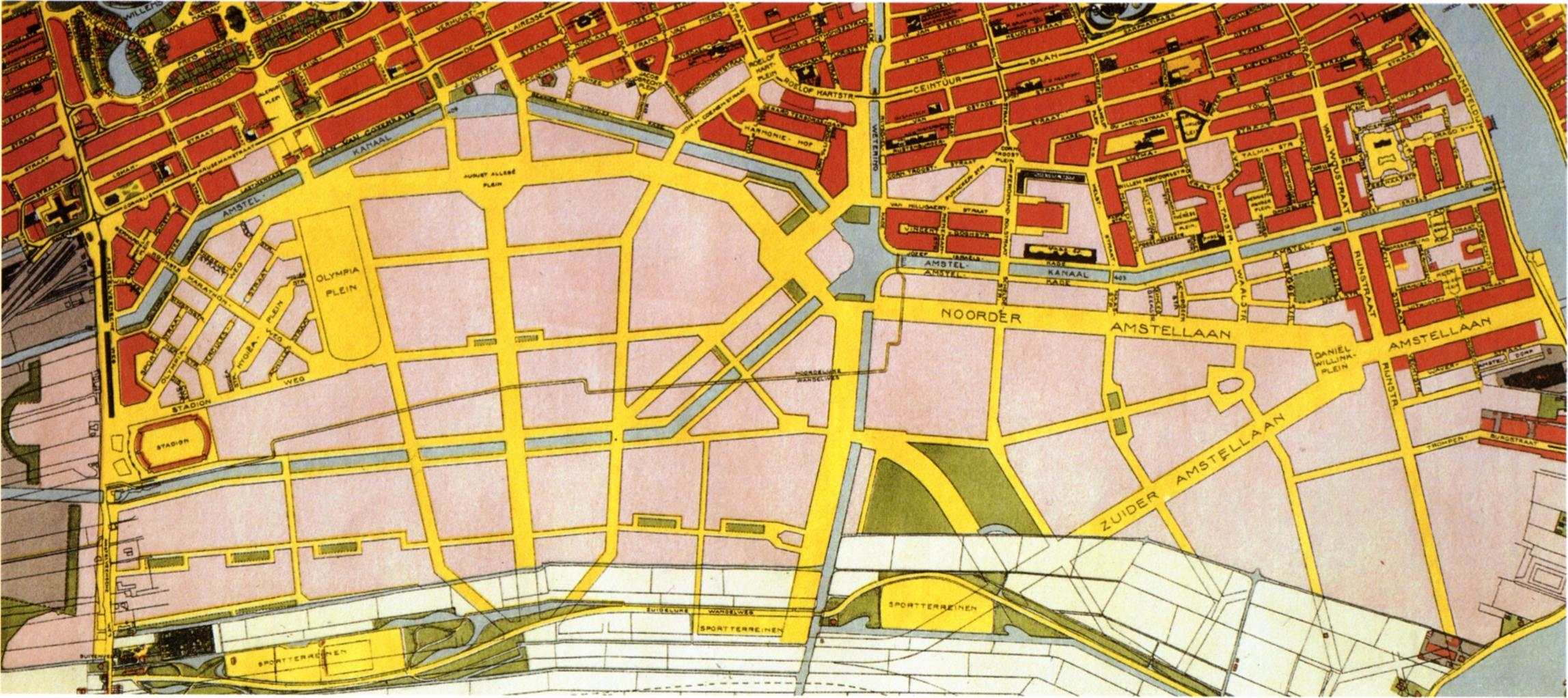
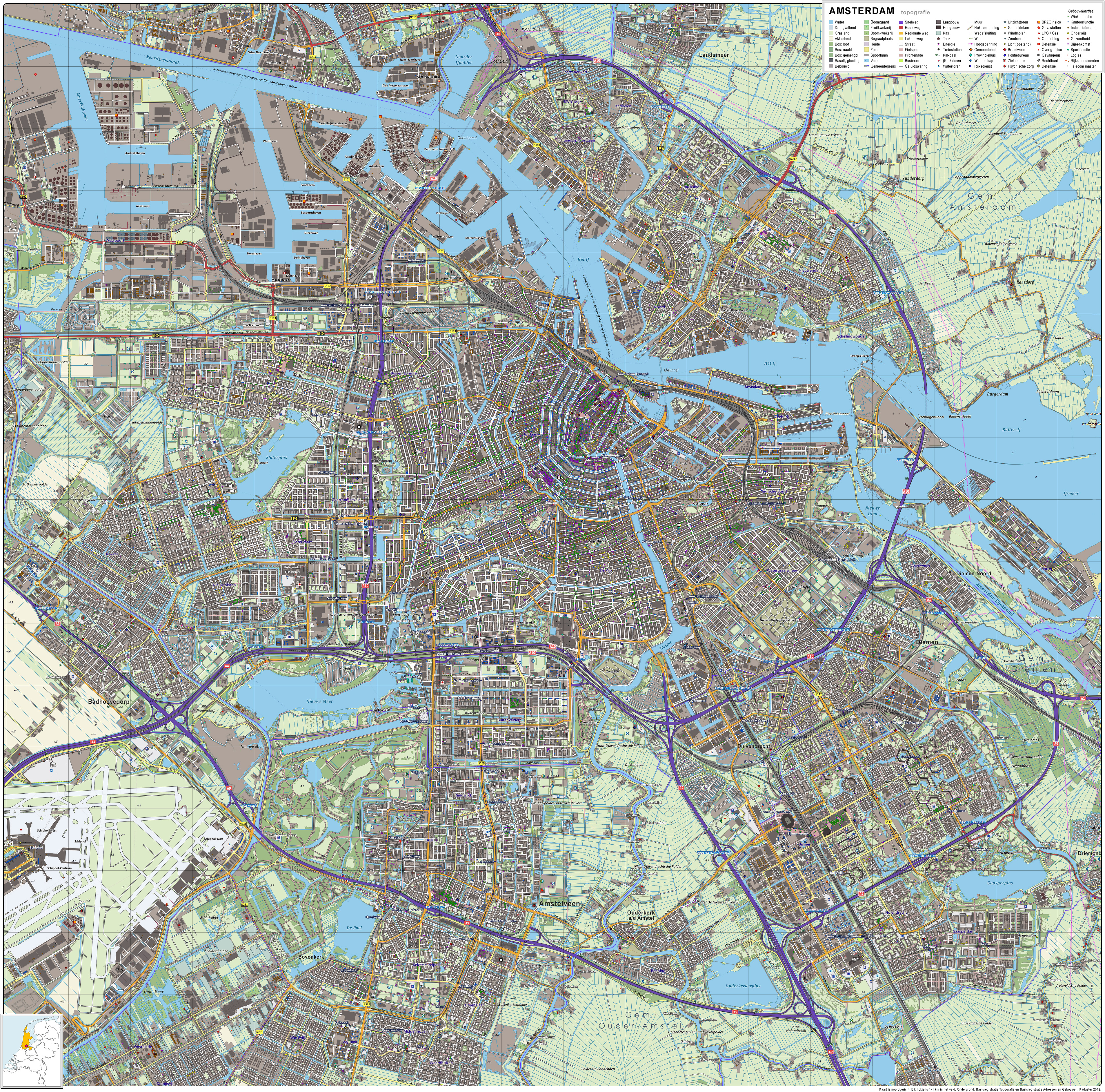